# Gentoo/ALT
Gentoo/Alt é um projeto da Fundação Gentoo Linux, criado para gerenciar a portabilidade do framework do Portage e outras de suas características para outros sistemas operacionais, como o Mac OS X e os Free BSDs. Gentoo/Alt foi criado pelo Pieter Van den Abeele e pelo Daniel Robbins após a fundação da Gentoo para o Mac OS X pelo Pieter Van den Abeele.

## Gentoo para Mac OS X
O Gentoo para Mac OS X foi o primeiro projeto não-Linux da Gentoo, e é focado em tornar a experiência Gentoo disponível nos sistemas operacionais da Apple ao trazer o sistema Portage como uma entidade separada. Isto foi muito similar ao Fink e o MacPorts, mas usou o Portage ao invés de outros sistemas como os derivados do Debian e os derivados do Ports. Mais tarde, o Gentoo para Mac OS X se tornou um subprojeto do Gentoo/Alt. Atualmente o projeto não se encontra ativo, pois sua presunção de utilizar mas não modificar o Os residente não parece realista, e eventualmente quebrou a maioria dos pacotes ou tornou-os muito difíceis de manter. O Gentoo para Mac OS X foi substituído pelo Prefixo Gentoo, que é oferecido atualmente para usuários Mac OS X.

## Gentoo/* BSD
Gentoo/* BSD é o subprojeto que abrange portagens para sistemas derivados do BSD. Hoje em dia ele consiste de três seções: Gentoo/FreeBSD, Gentoo/NetBSD e Gentoo/OpenBSD. O projeto Gentoo/* BSD é temro criado para classificar melhor estes três subprojetos, que geralmente encontram muitas situações problemáticas parecidas: em prática, a maior parte do processo de decisões e desenvolvimento é feito no projeto Gentoo/Alt project ou nos próprios subprojetos.

### Gentoo/FreeBSD
Gentoo/FreeBSD é um sistema operacional tipo unix  desenvolvido pelos desenvolvedores da Gentoo Linux para levar os princípios de design como o Portage e o sistema Baselayout do Gentoo Linux para o sistema operacional FreeBSD.

### Gentoo/NetBSD
Gentoo/NetBSD é um projeto criado para proporcionar uma Userland GNU gerenciada através do Portage em um núcleo do NetBSD. Todo o projeto foi iniciado pelo Damian Florczyk. Mas atualmente apenas a arquitetura x86 é focada, e o sistema como um todo está em um estágio incompleto.

### Gentoo/OpenBSD
Gentoo/OpenBSD é um subprojeto do Gentoo/* BSD para portar as características do Gentoo, como o Portage para o sistema operacional OpenBSD. O projeto foi iniciado originalmente pelo Grant Goodyear e está em desenvolvimento. Uma imagem ISO baseada no OpenBSD 3.8 é mantida, atualmente, pelo Karol Pasternak e pode ser obtida através do site do projeto.

### Gentoo/DragonflyBSD
O Gentoo/DragonflyBSD é uma portagem não-oficial, por enquanto, para o núcleo do DragonflyBSD. O projeto é desenvolvido pelo Robert Sebastian Gerus.

### Gentoo/Interix
O Gentoo/Interix (eprefix) é uma portagem do Gentoo que roda sore o Subsistema Interix para Windows, que também é conhecido como [Serviços Windows da Microsoft para Unix] SFU (Services for Unix) ou Subsistema para Aplicações Baseadas em Unix Subsystem ou SUA (Subsystem For Unix Based-applications). Ele também introduz a possibilidade de usar o sistema Portage para emergir aplicações nativas Windows (requer o Microsoft Visual Studio, a versão expressa 2008 também pode ser usada). Esta característica está sob intenso desenvolvimento, e não suporta a imensa variedade de aplicações que é suportada em outras plataformas, incluindo o interix.

## Gentoo/OpenSolaris
Uma portagem não-oficial para o núcleo do OpenSolaris, Gentoo/OpenSolaris, mais conhecido por Portaris, foi anunciado em meados 2006, mas nunca conseguiu chegar um estado público.

## Gentoo/Hurd
Uma portagem não-oficial para o GNU Hurd, está em um estágio inicial de desenvolvimento, assim como o próprio núcleo da GNU. Ela deve integrar os recursos de gerenciamento de pacotes Portage, e outras características nativas ao Gentoo ao núcleo Hurd.

## Gentoo Prefix
O integrante mais novo do Gentoo/Alt, é o projeto Gentoo Prefix. Ele emergiu do projeto do Gentoo para Mac OS X, que sofreu com inúmeras inabilidades técnicas e práticas. Inicialmente, o projeto Prefix suportava apenas residentes ooc-macos, mas agora a lista de plataformas inclui entre outros Darwin, Solaris, AIX, Interix, e vários sabores de Linux, todos rodando em variados números de processadores e [Palavra (ciência da computação)|tamanhos de palavra].
O principal objetivo do Prefix da Gentoo é que a instalação de [Packets|pacotes] feita pelo sistema Portage seja feita em um sistema paralelo, assim mantendo o sistema residente intocado. Um efeito colateral disto é a ausência da necessidade de direitos administrativos, como ocorre com a grande maioria dos sistemas similares.